# 李睟光

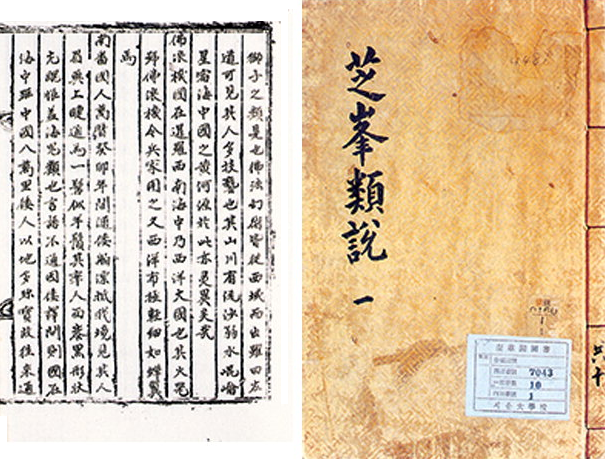
李睟光作芝峰類說

李睟光（1563年—1628年）是朝鲜王朝的文臣及外敎官，性理學者，實學者和作家。字潤卿（윤경），號芝峯（지봉），諡號文簡（문간）。朝鲜半岛性理學和實學及過渡期的人物。

## 著作
- 芝峰類說
- 採薪雜錄
- 秉燭雜記
- 纂錄群書
- 芝峰集
- 採薪雜錄
- 秉燭雜記
- 纂錄群書
- 解警語雜篇
- 剩說餘篇
- 昇平志